# Herbert Erhardt
Herbert Erhardt (Fürth, 6 juli 1930 – aldaar, 3 juli 2010) was een Duits voetballer.
De verdediger maakte deel uit van de ploeg die wereldkampioen werd in 1954 (zonder zelf mee te spelen). Hij speelde wel mee op het wereldkampioenschap 1958 (zes wedstrijden) en 1962 (vier wedstrijden). Erhardt speelde in de periode 1953-1962 vijftig maal voor het Duits voetbalelftal.